# Матильда I (графиня Булони)
Мати́льда Було́нская (англ. Mathilde de Boulogne; около 1105, Булонь-сюр-Мер — 3 мая 1152, Касл-Хедингем, Эссекс) — графиня Булонская c 1125 года и, в качестве супруги Стефана Блуаского, королева Англии с 1136 года (коронация 22 марта 1136 года). Матильда принимала деятельное участие в гражданской войне в Англии 1135—1154 годов и в период пленения Стефана (1141 год) являлась лидером лагеря сторонников короля.

## Биография
Матильда была единственной дочерью Евстахия III (французский вариант имени — Эсташ III), графа Булони, и его жены Марии Шотландской, младшей дочери Малькольма III, короля Шотландии и Маргариты Святой. Юная Матильда воспитывалась, вероятно, в монастыре Бермондсей, покровительницей которого была её мать. Когда в 1125 году Евстахий III скончался, не оставив наследников мужского пола, Матильда унаследовала графство Булонское на берегу Ла-Манша и обширные владения в Англии (прежде всего в Эссексе, а также ещё в одиннадцати английских графствах), доставшиеся её деду в период нормандского завоевания. Вскоре после этого Матильда вышла замуж за Стефана Блуаского, племянника английского короля Генриха I и потенциального наследника престола Англии, с которым она была обручена ещё с 1110-х годов.
После смерти Генриха I в 1135 году королём Англии был избран Стефан Блуаский. 22 марта 1136 года, спустя три месяца после коронации мужа, Матильда также была коронована королевой Англии.
Однако вступление на престол Стефана Блуаского было оспорено дочерью Генриха I императрицей Матильдой, приходящейся Матильде Булонской двоюродной сестрой по матери. Сторонники императрицы в Нормандии и Англии взялись за оружие. В 1137 году, когда Стефан отправился отражать наступление анжуйцев в Нормандии, Матильда Булонская замещала своего супруга в Англии и боролась с мятежами внутри страны. При поддержке флота из Булонского графства ей удалось захватить Дувр и подавить мятеж в Кенте.
Когда в 1138 году в Северную Англию вторглась армия шотландского короля Давида I, дяди Матильды Булонской, она стала посредником на англо-шотландских переговорах и добилась заключения мира (Даремский договор 1139 года).
Однако в самой Англии разгоралась гражданская война между сторонниками короля Стефана и императрицы Матильды. В 1140 году королева Матильда Булонская отправилась во Францию, где заручилась поддержкой Людовика VII против анжуйцев и организовала обручение своего четырёхлетнего сына Евстахия с младшей сестрой французского короля.
Во время нахождения Матильды во Франции Стефан потерпел сокрушительное поражение от войск Роберта Глостерского в битве при Линкольне 2 февраля 1141 года и попал в плен. Этим немедленно воспользовалась императрица, которая 8 апреля 1141 года организовала своё избрание королевой Англии, а в июне вступила в Лондон. В условиях нахождения короля в плену руководство лагерем его сторонников взяла на себя Матильда Булонская.

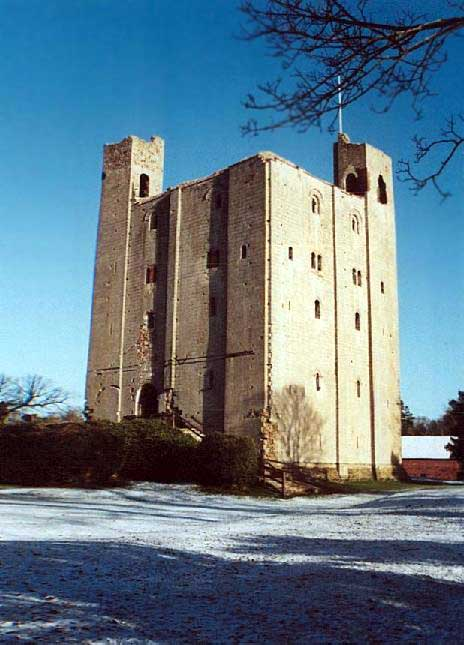
Хедингемский замок

Королева Матильда, благодаря своей приветливости и добропорядочности, пользовалась значительной популярностью у простого народа, особенно в Лондоне, где она жила со своим мужем ещё до вступления на престол. Вернувшись из Франции в Англию, Матильда вместе с Вильгельмом Ипрским, одним из наиболее верных соратников Стефана, смогла набрать новую армию из жителей Кента и Суррея.
Войска королевы в августе 1141 года подошли к столице, где в это время вспыхнуло восстание горожан против авторитарной политики императрицы. Лондонцы взялись за оружие, изгнали императрицу и восторженно встретили армию королевы Матильды. Обосновавшись в столице, королева начала активную работу по укреплению своей партии. Заложив свои владения в Кембриджшире, Матильда получила значительные денежные средства для ведения борьбы. Благодаря щедрым пожалованиям земель и должностей, ей удалось привлечь на свою сторону часть бывших сторонников императрицы, в частности Жоффруа де Мандевиля, графа Эссекса. Более того, в личной беседе с Генрихом Блуаским, епископом Винчестерским и папским легатом, она убедила его выступить в поддержку Стефана. Это привлекло в лагерь короля бо́льшую часть высшего английского духовенства. Укрепление позиций своей партии позволило Матильде Булонской перейти в наступление.
В начале сентября армия королевы двинулась к Винчестеру, осаждённому императрицей. 14 сентября 1141 года в сражении при Винчестере королевские войска разгромили армию императрицы и взяли в плен её лидера — графа Роберта Глостерского. Это позволило освободить короля: 1 ноября 1141 года Роберт Глостерский был обменян на Стефана Блуаского. Король получил свободу и вернулся в Лондон.
В последующие годы Матильда Булонская менее активно участвовала в событиях гражданской войны в Англии, вероятно, по причине ухудшения здоровья. Она занималась благотворительностью и религиозной деятельностью, вместе со своим супругом основала монастыри в Фавершеме в Кенте и в Коггешелле в Эссексе. 3 мая 1152 года королева Матильда скончалась от лихорадки в Хедингемском замке в Эссексе и была похоронена в аббатстве Фавершема.

## Брак и дети
- Замужем (1125) за Стефаном Блуаским (1095—1154), графом де Мортен (1115—1135) и королём Англии (1135—1154). Их дети:
  - Бодуэн (ум. ок. 1135 г.);
  - Евстахий IV (ок. 1130—1153), граф де Мортен (1135—1141), граф Булонский (1151—1153), женат (1140) на Констанции (1124—1180), дочери Людовика VI, короля Франции;
  - Маго (ум. ок. 1135 г.);
  - Вильгельм Блуаский (ок. 1137—1159), граф де Мортен и граф Булонский (1153—1159), женат (до 1153) на Изабелле де Варенн (ум. 1199), дочери Вильгельма де Варенна, 3-го графа Суррея;
  - Мария Булонская (1136—1182), графиня Булонская (1159—1170), замужем (1160) за Матье Эльзасским (ум. 1173), сыном Тьерри, графа Фландрии.